# Kythrea/Değirmenlik
Kythrea (griechisch Κυθραία Kythrea, türkisch Değirmenlik) ist ein Dorf im Distrikt Lefkoşa in der international nicht anerkannten Türkischen Republik Nordzypern mit etwa 5000 Einwohnern. Das Dorf liegt am Südhang des Pentadaktylos etwa 15 km nordöstlich von Nikosia (Lefkoşa) und 20 km südöstlich von Kyrenia (Girne) nahe der Hauptstraße nach Famagusta (Gazimağusa). Kythrea liegt in einem engen Tal und erstreckt sich über eine Länge von etwa vier Kilometern.
In Kythrea besteht eine Gemeinde der zyprisch-maronitischen Kirche.

## Geschichte
Chytroi, assyrisch Kitrusi (Ki-it-ru-si), altgriechisch Chytroi (Χύτροι), auch Chythroi, ist ein eisenzeitliches Stadtkönigreich und eine antike Stadt im Norden Zyperns.
Bereits in der Jungsteinzeit siedelten Menschen in dem Gebiet, das zu dieser Zeit durch wasserreiche Quellen (Kephalovrysi) besonders fruchtbar war.
Im 7. Jahrhundert v. Chr. war Kitrusi (Ki-it-ru-si) ein eigenständiges Königreich. Auf der Kition-Stele von Sargon II. ist der Herrscher Pilagura belegt. Rollinger will den Namen mit dem griechischen Pythagoras gleichsetzen.
Später geriet die Stadt unter die Herrschaft von Salamis und erlangte erst 311 v. Chr. wieder ihre Selbständigkeit. Die Bedeutung der Stadt ist durch zahlreiche hellenistische und römische Inschriften belegt.
Das antike Chytroi lag etwa 1,5 km südöstlich von Kythrea bei den Ruinen der Kirche des Heiligen Demetrius von Alexandria. Im Norden lag die Akropolis.
Eine Meisterleistung vergangener Tage ist eine Wasserleitung von der Kephalovrysi-Quelle nach Salamis, die als überdeckter Kanal und Aquädukt gebaut wurde. Ob die Konstruktion während des römischen Reichs oder erst während der byzantinischen Zeit erfolgte, ist nicht sicher belegt. Heute ist die Quelle weitgehend versiegt.
Um 911 wurde der Ort von arabischen Soldaten überfallen und zerstört. Im frühen Mittelalter hatte der Ort ein Monopol für die Mehlproduktion auf Zypern. 1879 gab es 32 Mühlen im Ort. Heute ist noch eine Mühle bei Başpınar in Betrieb. Angeblich wurde in Kythrea Blumenkohl gezüchtet und 1604 das erste Mal auf das europäische Festland gebracht. Allerdings ist diese These umstritten.
1928 wurde in Kythrea eine Statue des römischen Kaisers Septimius Severus entdeckt. Das 2,08 m hohe Standbild befindet sich heute restauriert im Cyprus Museum in Nikosia.
Das Dorf ist seit der türkischen Invasion in Zypern vom Jahr 1974 durch die Türkei besetzt. Die bisherigen Einwohner wurden in die noch freien Regionen der Republik Zypern vertrieben, die meisten heutigen Einwohner sind Siedler aus der Türkei.